# Brückenfehn
Brückenfehn ist ein Ortsteil der Gemeinde Filsum im Landkreis Leer in Ostfriesland. Die Streusiedlung ist eine unechte Fehnsiedlung. Das Dorf liegt gut vier Kilometer ostnordöstlich des Kernortes Filsum. Kirchlich gehört Brückenfehn zur evangelisch-lutherischen  Christus-Kirchengemeinde Hollen.
Die Besiedelung der Moorrandsiedlung begann in den Jahren 1772. Erstmals wird es 1787 als das Vehn an der Brücke amtlich genannt. Die heutige Schreibweise ist seit 1823 überliefert. Der Ortsname bezeichnet die Lage der Siedlung, die einst an einer Brücke über die Hollener Ehe angelegt wurde.